# Anadenobolus brevicollis
Anadenobolus brevicollis är en mångfotingart som först beskrevs av Voges 1878.  Anadenobolus brevicollis ingår i släktet Anadenobolus och familjen Rhinocricidae. Inga underarter finns listade i Catalogue of Life.